# Campinas do Sul
Campinas do Sul é um município do estado brasileiro do Rio Grande do Sul. Seu nome originou-se das campinas existentes na região.

## História
Inicialmente, nas terras correspondentes a Campinas do Sul viviam índios guaranis e mais tarde os kaingangs. Com a chegada dos portugueses e espanhóis na parte sul da América do Sul, houve, através do Tratado de Tordesilhas, a divisão das áreas entre esses colonizadores e as terras de Campinas do Sul passaram a pertencer a coroa espanhola. Mais tarde, com expedições realizadas pelos bandeirantes paulistas rumo a região, tudo passou a pertencer ao território de São Vicente, que estava sob jurisdição da coroa portuguesa. Com isso, os paulistas expulsam os jesuítas da Inquisição espanhola e massacram alguns guaranis que ali habitavam, espalhando pelos campos da região o gado vacum que eles criavam.
Um ambiente tranquilo, em harmonia com os indígenas que viviam na região, terminou quando os mercadores e tropeiros paulistas começaram a passar pela região para chegar até a Colônia de Sacramento, no Rio do Prata. Com a descoberta da passagem do Goiô-En em 1839, os tropeiros paulistas viram um encurtamento da distância para chegar aos campos missioneiros, chamando essa região de "Rota das Missões". Assim, com essa abertura da Rota das Missões, chegaram à região de Nonoay e também do lado leste do rio Passo Fundo. Nessa, especificamente, tomaram posse das terras em 1854 os irmãos Santos Pacheco. Tropeiros, mercadores e com vasto poderio econômico e políticos, os irmãos Santos Pacheco trataram de ocupar a vasta área de mais de 93.850 mil hectares e fundaram a Fazenda Quatro Irmãos, em homenagem a si mesmos, proprietários e irmãos, José Gaspar, Clementino, David e Antônio dos Santos Pacheco. Hoje essa fazenda representa os limites territoriais de Campinas do Sul, parte de São Valentim, Ponte Preta, Cruzaltense e Erechim. O governo brasileiro concedeu a fazenda Quatro Irmãos à empresa Inglesa de colonização Jewish Colonization Association (JCA), que pertencia a um grupo de judeus, com sede em Londres, para explorar a madeira de pinho, abundante na região, porém com a obrigação de promover a colonização da área.

### Imigração europeia

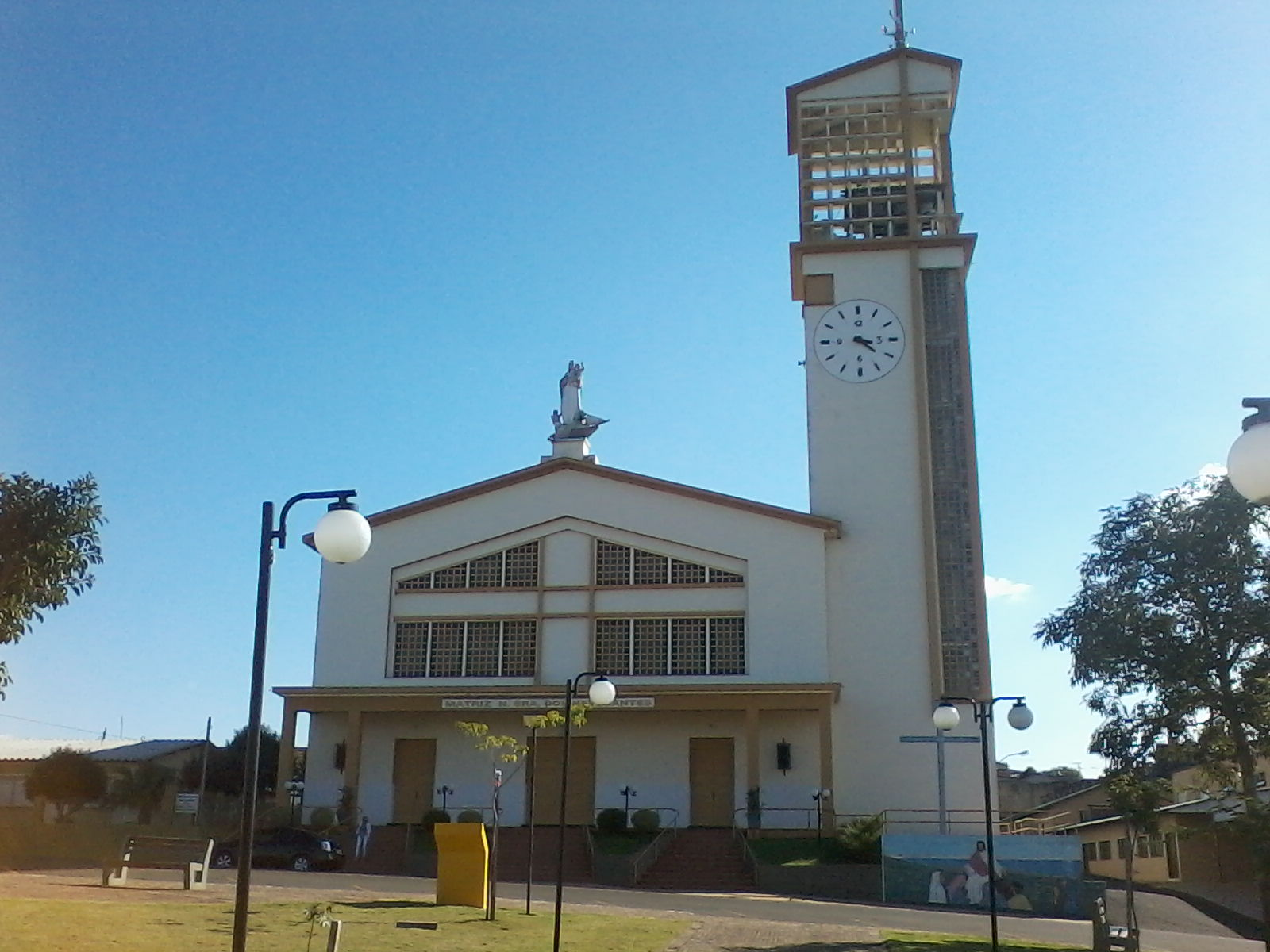
Igreja Católica de Campinas do Sul.

O início da colonização se deu por volta de 1920/1930. Até 1937, Campinas do Sul, que também fora chamada popularmente de Campo Bonito, Campos Limpos e Campinas, passou a se chamar de Vila Oungre, origem devido ao primeiro diretor da JCA, o francês Louis Oungre. Em fevereiro de 1939 iniciou-se o povoamento da atual cidade de Campinas do Sul. Com predominância da população de origem italiana muito religiosa, foi escolhida Nossa Senhora dos Navegantes para padroeira do município.

## Emancipação
Campinas do Sul emancipou-se de Erechim em 31 de janeiro de 1959, através da sanção da Lei Estadual nº 3.705, de 31 de janeiro de 1959, que deu autonomia administrativa ao novo Município. Em 1964 um dos seus distritos emancipou-se, surgindo assim Jacutinga.

## Geografia
Pertence à Mesorregião do Noroeste Rio-Grandense e à Microrregião de Erechim.